# Ezz Steel
Ezz Steel – станом на початок 2020-х років найбільша єгипетська компанія, що діє у галузі чорної металургії.
Ще з кінця 1950-х родина Езз займалась імпортом і торгівлею металопродукцією. В 1990-х Ахмед Езз поширив свою діяльність на сферу виробництва, для чого в 1994-му заснував Al Ezz Steel Rebars, наразі відому як Ezz Steel. Компанія зайнялась проектом електрометалургійного заводу у Садат-Сіті, який став до ладу в 1996-му. При цьому в 1995-му Ezz Steel придбала недавно запущений прокатний завод у Місті 10 рамадану.
У 1999-му Ezz Steel придбала перші 21,5% у капіталі Александрійського металургійного комбінату, а в подальшому наростила свою частку до 53,2%. При цьому власник комбінату компанія Alexandria National Iron & Steel Company була у підсумку перейменована на Al-Ezz Dekheila Steel Company (EZDK).
Також наприкінці 1990-х Ezz Steel заснувала компанію Ezz Flat Seel (EFS), яка в 2003-му ввела в дію перші потужності на виробничому майданчику в Айн-Сохна. У 2010-х він перетворився на комбінат повного циклу.
В 2006-му провели реорганізацію групи, за результатами якої корпоративна структура прийняла наступний вигляд:
- головною компанією виступає Ezz Steel, власником 66% акцій якої є родина Езз та афілійовані з нею структури, тоді як 34% знаходяться у вільному обігу;
- Ezz Steel володіє 64% EZDK, ще 36% знаходяться під контролем інших власників, причому 33% належать банкам та державним компаніям; 
- EZDK володіє 100% акцій EFS та 100% акцій Al Ezz Rolling Mills (контролює заводи у Садат-Сіті та Місті 10 рамадану).
Станом на початок 2020-х сукупна річна потужність двох комбінатів та двох заводів, що знаходяться під повним контролем Ezz Steel, становила 5 млн тон заліза прямого відновлення та 7 млн тон прокату.
В 2022 році Ezz Steel придбала 18% участі у компанії Egyptian Steel, яка володіє кількома електрометалургійними та прокатними заводами загальною потужністю 1,7 млн прокату на рік.